# Next Top Model by Cătălin Botezatu (mùa 2)
Next Top Model by Cătălin Botezatu, Mùa 2 là mùa đầu hai của Next Top Model by Cătălin Botezatu được phát sóng vào ngày 15 tháng 9 năm 2011.
Cuộc thi một lần nữa được host bởi nhà thiết kế thời trang Cătălin Botezatu. Ban giám khảo của mùa này là nghệ sĩ trang điểm Mirela Vascan, nhà tạo mẫu tóc Laurent Tourette và quản lý người mẫu Liviu Ionescu. Nhiếp ảnh gia Gabriel Hennessey, người đã chụp hầu hết các buổi chụp ảnh từ mùa 1 đã không quay lại trong mùa này.
Người chiến thắng là Laura Giurcanu, 14 tuổi từ Bucharest. Giải thưởng của cô là 1 hợp đồng người mẫu với MRA Models trong 4 năm và giải thưởng tiền mặt trị giá €70.000.

## Các thí sinh
(Tuổi tính từ ngày dự thi)
| Thí sinh          | Tuổi | Chiều cao              | Quê quán              | Bị loại ở | Hạng  |
| ----------------- | ---- | ---------------------- | --------------------- | --------- | ----- |
| Iasmina Balamat   | 18   | 1,73 m (5 ft 8 in)     | Drobeta-Turnu Severin | Tập 2     | 16–15 |
| Miruna Iovan      | 16   | 1,80 m (5 ft 11 in)    | Bucharest             | Tập 2     | 16–15 |
| Mădălina Goian    | 16   | 1,72 m (5 ft 7+1⁄2 in) | Bacău                 | Tập 3     | 14    |
| Cristina Chiriac  | 17   | 1,80 m (5 ft 11 in)    | Tecuci                | Tập 4     | 13    |
| Denisa Hîncu      | 19   | 1,75 m (5 ft 9 in)     | Craiova               | Tập 5     | 12    |
| Gina Tănasie      | 20   | 1,80 m (5 ft 11 in)    | Sfântu Gheorghe       | Tập 6     | 11    |
| Aida Becheanu     | 18   | 1,70 m (5 ft 7 in)     | Târgovişte            | Tập 8     | 10–9  |
| Simona Din        | 19   | 1,78 m (5 ft 10 in)    | Râmnicu Vâlcea        | Tập 8     | 10–9  |
| Flori Ciupu       | 20   | 1,75 m (5 ft 9 in)     | Bucharest             | Tập 9     | 8     |
| Iulia Micloș      | 21   | 1,73 m (5 ft 8 in)     | Onești                | Tập 10    | 7     |
| Diana Trofin      | 16   | 1,78 m (5 ft 10 in)    | Bacău                 | Tập 11    | 6     |
| Irina Batrac      | 17   | 1,78 m (5 ft 10 in)    | Mangalia              | Tập 12    | 5     |
| Karin Arz         | 19   | 1,73 m (5 ft 8 in)     | Sibiu                 | Tập 14    | 4     |
| Sandra Ciubotariu | 17   | 1,73 m (5 ft 8 in)     | Bacău                 | Tập 15    | 3     |
| Iuliana Mînza     | 21   | 1,77 m (5 ft 9+1⁄2 in) | Chișinău, Moldova     | Tập 15    | 2     |
| Laura Giurcanu    | 14   | 1,80 m (5 ft 11 in)    | Bucharest             | Tập 15    | 1     |

## Thứ tự gọi tên
| 1  | Aida     | Aida           | Gina     | Laura    | Irina   | Irina   | Karin              | Sandra      | Karin   | Karin   | Karin   | Karin   | Iuliana     | Laura   | Laura   |  |  |  |
| 2  | Flori    | Laura          | Diana    | Iulia    | Laura   | Simona  | Irina              | Karin       | Iuliana | Laura   | Laura   | Sandra  | Sandra      | Iuliana | Iuliana |  |  |  |
| 3  | Karin    | Iuliana        | Karin    | Diana    | Aida    | Karin   | Laura              | Laura       | Laura   | Sandra  | Irina   | Laura   | Karin Laura | Sandra  | Sandra  |  |  |  |
| 4  | Irina    | Denisa         | Aida     | Iuliana  | Karin   | Laura   | Aida               | Irina       | Irina   | Irina   | Sandra  | Iuliana | Karin Laura | Karin   |         |  |  |  |
| 5  | Mădălina | Irina          | Laura    | Denisa   | Sandra  | Aida    | Sandra             | Iuliana     | Sandra  | Diana   | Iuliana | Irina   |             |         |         |  |  |  |
| 6  | Miruna   | Simona         | Simona   | Gina     | Diana   | Diana   | Iuliana            | Diana       | Diana   | Iuliana | Diana   |         |             |         |         |  |  |  |
| 7  | Iasmina  | Diana          | Sandra   | Karin    | Simona  | Flori   | Diana              | Flori       | Iulia   | Iulia   |         |         |             |         |         |  |  |  |
| 8  | Iulia    | Cristina       | Irina    | Aida     | Iulia   | Sandra  | Flori Iulia Simona | Iulia       | Flori   |         |         |         |             |         |         |  |  |  |
| 9  | Simona   | Iulia          | Cristina | Flori    | Flori   | Iuliana | Flori Iulia Simona | Aida Simona |         |         |         |         |             |         |         |  |  |  |
| 10 | Denisa   | Karin          | Iulia    | Sandra   | Iuliana | Iulia   | Flori Iulia Simona | Aida Simona |         |         |         |         |             |         |         |  |  |  |
| 11 | Diana    | Mădălina       | Denisa   | Simona   | Gina    | Gina    |                    |             |         |         |         |         |             |         |         |  |  |  |
| 12 | Gina     | Gina           | Iuliana  | Irina    | Denisa  |         |                    |             |         |         |         |         |             |         |         |  |  |  |
| 13 | Cristina | Sandra         | Flori    | Cristina |         |         |                    |             |         |         |         |         |             |         |         |  |  |  |
| 14 | Laura    | Flori          | Mădălina |          |         |         |                    |             |         |         |         |         |             |         |         |  |  |  |
| 15 | Iuliana  | Iasmina Miruna |          |          |         |         |                    |             |         |         |         |         |             |         |         |  |  |  |
| 16 |          | Iasmina Miruna |          |          |         |         |                    |             |         |         |         |         |             |         |         |  |  |  |

     Thí sinh bị loại
     Thí sinh không bị loại khi rơi vào cuối bảng
     Thí sinh chiến thắng cuộc thi
- Trong tập 1, Sandra đã được thêm vào sau đó như là người cuối cùng hoàn toàn bất ngờ sau khi bị từ chối ban đầu là một thí sinh trong vòng cuối cùng của casting.
- Trong tập 2, Miruna, Iasmina & Flori đã rơi vào cuối bảng. Cătălin trao bức ảnh cuối cùng cho Flori, loại Miruna và Iasmina.
- Trong tập 7, Iulia, Flori & Simona đã rơi vào cuối bảng nhưng không ai trong số họ đã bị loại.
- Trong tập 8, Simona, Aida & Iulia đã rơi vào cuối bảng. Cătălin trao bức ảnh cuối cùng cho Iulia, loại bỏ Aida và Simona.
- Trong tập 13, Laura và Karin đã rơi vào cuối bảng nhưng không ai trong số họ đã bị loại.

### Buổi chụp hình
- Tập 1: Ảnh thẻ mini toàn thân (casting)
- Tập 2: Ảnh mở đầu chương trình
- Tập 3: Bị hói, khỏa thân và bị bao phủ bằng pha lê với manơcanh
- Tập 4: Quân đội
- Tập 5: Nữ hoàng Iceland
- Tập 6: Tạo dáng với hoa súng cùng người mẫu nam
- Tập 7: Áo tắm in Pamukkale
- Tập 8: Nhà triết học ở đền Artemis
- Tập 9: Hóa thân thành 4 mùa
- Tập 10: Tạo dáng dưới nước
- Tập 11: Tạo dáng trong đồ bò với côn trùng
- Tập 12: Câu chuyện tình yêu với người mẫu nam; Cướp biển quyến rũ; Áo tắm ở bãi biển với người mẫu nam
- Tập 13: Cô dâu của Thổ Nhĩ Kỳ
- Tập 14: Khỏa thân trên bùn và đất sét; Tạo dáng ở thác nước Tamerza; Công chúa Star Wars
- Tập 15: Diễn lại kiểu tạo dáng của người nổi tiếng